# Anna Comet i Pascua
Anna Comet i Pascua (Girona, Gironès, 20 de febrer de 1983), més coneguda com a Anna Comet o "Cometi", és una atleta, entrenadora, traductora i periodista catalana. S'ha especialitzat en curses de muntanya i llarga distància.

## Biografia
Nascuda a Girona, amb uns pares que eren els responsables de la secció d'esquí del GEiEG (Grup Excursionista i Esportiu Gironí), ja des de ben petita va començar a esquiar i ben aviat, amb només sis anys, va entrar en el món de la competició, quan va participar en el seu primer Campionat d'Espanya d'esquí alpí, sent la corredora més jove de la història a classificar-s'hi.
Així va participar amb dotze anys al Campionat d'Espanya i, encara adolescent, va marxar a viure a França i, després, a Andorra. A França entrenava durant els matins, mentre que estudiava a la tarda, amb el suport d'un conveni amb la Real Federación Española de Deportes de Invierno. Després de participar durant sis anys a la Selecció Espanyola d'aquest esport, en aquella època va patir una greu caiguda, que va tenir com a conseqüència el trencament del lligament lateral i el menisc. Amb 18 anys va anar tornant, progressivament, a la competició d'esquí de muntanya, curses de muntanya i atletisme, on ha assolit altre cop nivell internacional des del 2010.
Durant aquesta època es va traslladar a Vic, on va estudiar Traducció i Interpretació a la Universitat de Vic, i s'hi va llincenciar el 2005, i posteriorment Periodisme, a la mateixa universitat, on completà la llicenciatura el 2009. Es va associar a la Unió Excursionista de Vic. Actualment, viu al bell mig de la Plana de Vic, al petit poble de La Guixa. Durant uns anys va combinar l'esquí de muntanya amb les curses. El 2010 va participar en el primer campionat del món d'esquí de muntanya i va continuar participant-hi fins al 2014, combinant la seva feina com a traductora d'anglès i francès i periodista amb les proves de la copa del món en les quals va participar amb la Federació Espanyola.

## Assoliments en la carrera esportiva
2010-2014:
- Diferents medalles en campionats d'Espanya d'esquí de muntanya.
- Subcampiona de la Patrouille des Glaciers 2014 (esquí de muntanya), amb Marta Riba i Marta Garcia Farrés.[5]
- Campiona de l'Everest Trail Race 2014 (6 etapes, 160 km).[6]

2015:
- Campiona de l'Everest Trail Race 2015, per segon any consecutiu.[7][8]
- Tercera classificada del circuit World Series Ultra.[9]
- Subcampiona de la Transvulcania (74 km), a l'illa de La Palma.[10]
- Subcampiona de la cursa Chamonix 80 km, als Alps francesos.[11]

2016:
- Campiona de l'Euráfrica Trail, a Algesires i cinquena de la general, amb un temps de 9:41:47.[12]
- Tercera classificada de l'Ultra Pirineu (110 km.) a Bagà.[13]

2017:
- Subcampiona de The Coastal Challenge (6 etapes, 236 km.) a Costa Rica, amb un temps de 4:37:23.[14]
- Subcampiona de la Pierra Menta d'estiu (3 etapes, 70 km.), amb Laia Andreu Trias.[15]
- Subcampiona d'Espanya de trail, Trail Vilaflor (43 km.) a Tenerife, en 4:17:00.[16]
- Tercera classificada del campionat del món de trail per equips, a Itàlia.[17]

2021:
- Campiona d'Espanya de Trail Running, a Covaleda (Soria), 36km amb un temps de 4:31:34.[18]

## Publicacions
- Córrer per amor (2022)[19]
- Zaid Ait Malek. La eterna sonrisa del trail (2018)[20]
- Nandu Jubany – Kilian Jornet. Muntanya i sobretaula, juntament amb Ferran Sarri (2013)[21]